# Hamza Oergui
Hamza Oergui es un deportista tunecino que compite en judo. Ganó una medalla de bronce en el Campeonato Africano de Judo de 2021 en la categoría de –73 kg.

## Palmarés internacional
| Campeonato Africano | Campeonato Africano | Campeonato Africano | Campeonato Africano |
| Año                 | Lugar               | Medalla             | Categoría           |
| ------------------- | ------------------- | ------------------- | ------------------- |
| 2021                | Dakar (Senegal)     | Medalla de bronce   | –73 kg              |